# Jacek Zygadło
Jacek Józef Zygadło (ur. 21 lutego 1950 w Warszawie) – operator, reżyser, scenarzysta filmowy i telewizyjny. Brat reżysera Tomasza Zygadły.

## Życiorys
W 1973 roku ukończył studia na Wydziale Operatorskim i Realizacji TV PWSFTviT w Łodzi.
W latach 1974–1982 zatrudniony w Przedsiębiorstwie Realizacji Filmów „Zespoły Filmowe” jako operator kamery (Czterdziestolatek, Śmierć prezydenta), potem jako operator obrazu. Autor zdjęć do wielu filmów dokumentalnych i fabularnych.
W latach 1982–1991 pracował jako operator obrazu dla amerykańskiej ABC News. Rejestrował wydarzenia zachodzące w tym czasie w Polsce i Europie. Od 1992 zatrudniony w TVP jako operator obrazu. Zrealizował samodzielnie wiele filmów dokumentalnych. W latach 2001–2009 dyrektor Ośrodka Serwisu TVP.

## Filmografia (wybór )

### Reżyseria, scenariusz
- 1981: Polowania dewizowe
- 1994: Jedno imię
- 1996: Pieśń o wszechbycie
- 1997: Zdobywcy Karpat – serial dokumentalny
- 1999: Aniś Ty dla Pona, ani Pon dla Tobie

### Operator

#### Filmy, seriale
- 1971: Wrażenie
- 1972: Listopad
- 1972: Siła przebicia
- 1973: Idzie Mróz
- 1973: Z czterech stron
- 1973: Na pięcie
- 1973: Historia niezupełnie prawdziwa o ośmiu siostrach
- 1974: Miasto niezwykłe Warszawa
- 1975: Narodziny
- 1975: Inwentarz
- 1975: Pan Polny
- 1975: Nad apteką
- 1975: Zespół SBB
- 1975: Dziewcę z ciortem
- 1976: Kobiety pracujące
- 1976: Długa noc poślubna
- 1977: Zdjęcia próbne
- 1977: Życie codzienne
- 1977: Zezem – serial TV
- 1978: Wielki podryw
- 1978: Gra o wszystko
- 1979: Echo
- 1979: Brzuch
- 1979: Tajemnica Enigmy – serial TV
- 1979: Sekret Enigmy
- 1980: Ćma
- 1980: Punkt widzenia – serial TV
- 1981: Polowania dewizowe
- 1982: Odwet
- 1987: Odwagi, ja jestem
- 1988: Bruksela, Bruksela
- 1989: Goryl, czyli ostatnie zadanie...
- 1992: Powrót króla Rogera
- 1993: Święta miłości kochanej ojczyzny
- 1994: Jest jak jest
- 1996: Pieśń o wszechbycie
- 1997: Tło, które mówi
- 1997: Zdobywcy Karpat – serial dokumentalny
- 1997: Stanisław Witkiewicz. Malarz
- 1998: Wanda Wiłkomirska
- 1998: Album tatrzańskie
- 1999: Aniś Ty dla Pana, ani Pan dla Ciebie
- 2000: Niewypowiedziana wojna
- 2004: Filozofia według Hipolita

#### Teatr TV
- 1990: Chłodna jesień
- 1991: Kolacja
- 1991: Spacer w lesie
- 1993: Łabędzi śpiew
- 1994: Szatańska gra
- 1994: Zabawa w koty